# Rollsport-Club Uttigen
Il Rollsport-Club Uttigen è un club svizzero di hockey su pista fondato nel 1980 ed avente sede a Uttigen nel Canton Berna.
Nella sua storia ha vinto 5 campionati nazionali (il più recente nel 2003-2004).
La squadra disputa le proprie gare interne presso il Rollhockey-Halle Grüeneblätz, a Uttigen.

## Storia
Il Rollsport Club Uttigen è stato fondato nel 1980.
Nella stagione 1984 viene promosso in LNB e approda in massima serie nel 1990.
Il periodo d'oro del club inizia nel 1999 dove vince il primo titolo di Svizzera a cui ne seguiranno altri quattro (2000, 2001-2002, 2002-2003, 2003-2004
) in cinque anni. Arriverà anche per sei volte in finale di Coppa di Svizzera senza riuscire a vincere il trofeo.
Esordisce in CERH European League nel 1997-1998 dove viene eliminato agli ottavi di finale dai portoghesi del Porto. La stagione successiva subisce la stessa sorte venendo sconfitta però dal Barcellona.
Ha anche una seconda squadra nota con il nome di Uttigen Devils che milita in LNB.

## Palmarès

### Competizioni nazionali
- Campionato svizzero: 5
  - 1999, 2000, 2001-2002, 2002-2003, 2003-2004

## Statistiche

### Partecipazioni ai campionati nazionali
| Livello | Categoria        | Partecipazioni | Debutto | Ultima stagione | Totale |
| ------- | ---------------- | -------------- | ------- | --------------- | ------ |
| 1°      | Lega Nazionale A | 28             | 1991    | 2017-2018       | 28     |
| 2°      | Lega Nazionale B | 6              | 1985    | 1990            | 6      |
| 3°      | Lega Nazionale C | 4              | 1981    | 1984            | 4      |

### Partecipazioni alle coppe europee
| Competizione         | Partecipazioni | Debutto   | Ultima stagione | Miglior risultato                                          |
| -------------------- | -------------- | --------- | --------------- | ---------------------------------------------------------- |
| CERH European League | 9              | 1997-1998 | 2006-2007       | Fase a gironi nel 1999-2000, nel 2002-2003 e nel 2004-2005 |
| Coppa CERS           | 13             | 1996-1997 | 2017-2018       | Quarti di finale nel 2005-2006                             |